# Грб Канаде
Грб Канаде је званични хералдички симбол северноамеричке државе Канада. Велики грб, који се назива и Краљевски грб прогласио је краљ Џорџ V 21. новембра, 1921. године. Грб врло је рађен по узору на грб Велике Британије, тј. Уједињеног Краљевства.

## Симболи
Основни штит грба носи симболе Енглеске (три лава/леопарда), Шкотске (црвени лав у оквиру на жутој позадини), Ирске (златна харфа) и Француске (жути љиљани на плавој подлози), што указује на историјске везе са Великом Британијом и Француском. Доњи део штита је карактеристично канадски - три јаворова листа на грани, црвене (првобитно зелене) боје.
Трака око штита носи мото Реда Канаде desiderantes meliorem patriam (желе бољу земљу), пошто је краљ Чарлс III суверен тог реда.
Шлем на штиту је краљевски шлем у златној и бојама Канаде.
Лав изнад шлема је краљевски лав који држи симбол Канаде, јаворов лист, и као такав се налази и на застави Генералног гувернера, симболишући његово представљање Круне.
Држачи штита су енглески лав и шкотски једнорог, који држе британску заставу и заставу са старим француским симболима.
Доња трака носи мото Канаде a mari usque ad mare (од мора до мора).
Цветни мотиви испод штита представљају националне цветове Енглеске, Шкотске, Ирске и Француске.
- 1921–1957
- 1957–1994
- 1994